# Sutrina
Sutrina är ett släkte av orkidéer. Sutrina ingår i familjen orkidéer.
Kladogram enligt Catalogue of Life:
| Sutrina | \| \| Sutrina bicolor \| \| \| \| \| \| Sutrina garayi \| \| \| \| |
|         | \| \| Sutrina bicolor \| \| \| \| \| \| Sutrina garayi \| \| \| \| |
|         | Sutrina bicolor                                                    |
|         |                                                                    |
|         | Sutrina garayi                                                     |
|         |                                                                    |